# Коряк Кузьма Леонтійович
Кузьма Леонтійович Коряк (нар. 1902, село Титарівка, тепер Старобільського району Луганської області — ?) — український радянський діяч, голова колгоспу імені Сталіна Старобільського району Ворошиловградської області, новатор сільськогосподарського виробництва. Депутат Верховної Ради УРСР 3-4-го скликань.

## Біографія
Народився у бідній селянській родині.
Закінчив Вищу комуністичну сільськогосподарську школу.
Член ВКП(б) з грудня 1927 року.
З червня 1941 року — в Червоній армії. Учасник німецько-радянської війни. Служив заступником начальника по політичній частині Військово-продовольчого пункту № 34 Північно-Кавказького фронту.
Після демобілізації повернувся у рідне село. Був обраний головою колгоспу імені Сталіна (потім — «Росія») села Титарівки Старобільського району Ворошиловградської області.
Потім — на пенсії в селі Титарівка Старобільського району Ворошиловградської області.

## Звання
- старший лейтенант
- капітан

## Нагороди
- орден Вітчизняної війни (6.04.1985)
- медалі